# Uskrsni ponedjeljak
Uskrsni ponedjeljak kršćanska je svetkovina. Slavi se dan nakon Uskrsa i drugi je dan Uskrsne osmine. U Hrvatskoj i mnogim državama svijeta službeni je praznik.

## Svetkovina
Na ovaj dan u crkvama se spominje put uskrsnuloga Isusa u Emaus s dvojicom učenika koji su ga tek naknadno prepoznali kada je lomio kruh. Nekada su uskrsne proslave trajale tjedan dana, ali je to u 19. stoljeću skraćeno na jedan dan poslije Uskrsa.

## Državni blagdan
Uskrsni ponedjeljak službeni je praznik u gotovo svim europskim državama, u Australiji, Novome Zelandu, Kanadi, Argentini, Čileu i u nekim državama Afrike i Srednje Amerike.

## Pučki običaji
U Poljskoj, Češkoj i Slovačkoj postoji običaj da mladići ujutro probude djevojke prskajući ih svetom vodom posvećenom na Uskrs.

## Unutarnje poveznice
- Uskrsnuće Isusa Krista
- Emaus

## Vanjske poveznice
Mrežna mjesta
- Snježana Majdandžić-Gladić, Uskrsni ponedjeljak, www.vjeraidjela.com
- Uskrs Hrvatska opća enciklopedija